# Ciudad Valles
Ciudad Valles es una ciudad del estado mexicano de San Luis Potosí, es cabecera del Municipio de Ciudad Valles. Se localiza en el oriente del estado, en la región de la Huasteca Potosina, a orillas del Río Valles afluente de Río Tampaón. Ciudad Valles es un importante centro comercial, turístico, agrícola y ganadero. Tiene importantes industrias de azúcar y cemento instaladas en el lugar. Su cercanía con la Sierra del Abra y los municipios de la Huasteca, la convierte en un punto obligado para los turistas, debido a su infraestructura hotelera y de servicios. En la región se practica el turismo ecológico y se practican deportes extremos como el kayak o rápel principalmente.
Es el tercer núcleo urbano más grande, poblado e importante del estado de San Luis Potosí. En la región se habla el idioma español y la lengua huasteca.
Es uno de varios municipios en contar con un presidente municipal independiente en el estado de San Luis Potosí, luego de experiencias como la del periodo 1958-1960 en la capital potosina, a cargo del médico Salvador Nava Martínez.

## Escudo
La descripción del Escudo del Municipio de Ciudad Valles es: Aparece un primer Cuartel en el campo de gules (rojo), en oro el signo arqueológico del maíz y el Dios del Maíz (Dhipaak) en su color natural. Segundo Cuartel en el campo de oro (Amarillo), en su color natural el jeroglífico de Oxitipa que consiste en un cerro que en su cima tiene una cacerola con asa y banderola esta vasija está llena de Chapopote y quiere decir Oxitipa. Tercer Cuartel en el campo de sinople (Verde), en su color natural seis valles y seis cordilleras y en el centro de ellas el Santo Santiago Apóstol por haberse fundado esta ciudad el 25 de julio de 1533. Dando el tercer y segundo cuartel el nombre antiguo Santiago de los Valles de Oxitipa o Santiago de los Valles donde hay petróleo este es su significado. Cuarto Cuartel en campo de azur (Azul), en su color natural el Ingenio Azucarero, el ganado y el maíz. La industria del azúcar tiene en esta ciudad un ingenio y a su alrededor hay otros más; siendo esta producción un fuerte incremento económico regional, antes de que se sembrara la caña de azúcar, La Huasteca tenía inmensas praderas del zacate del pará y pangola en la que se engordaban quinientas mil cabezas de ganado, y se abastecía a la Ciudad de México, y el maíz. Coge por la parte superior un águila el escudo, y bajo su garra izquierda tiene un lema que dice: "Raza, Cultura y Progreso".

## Historia

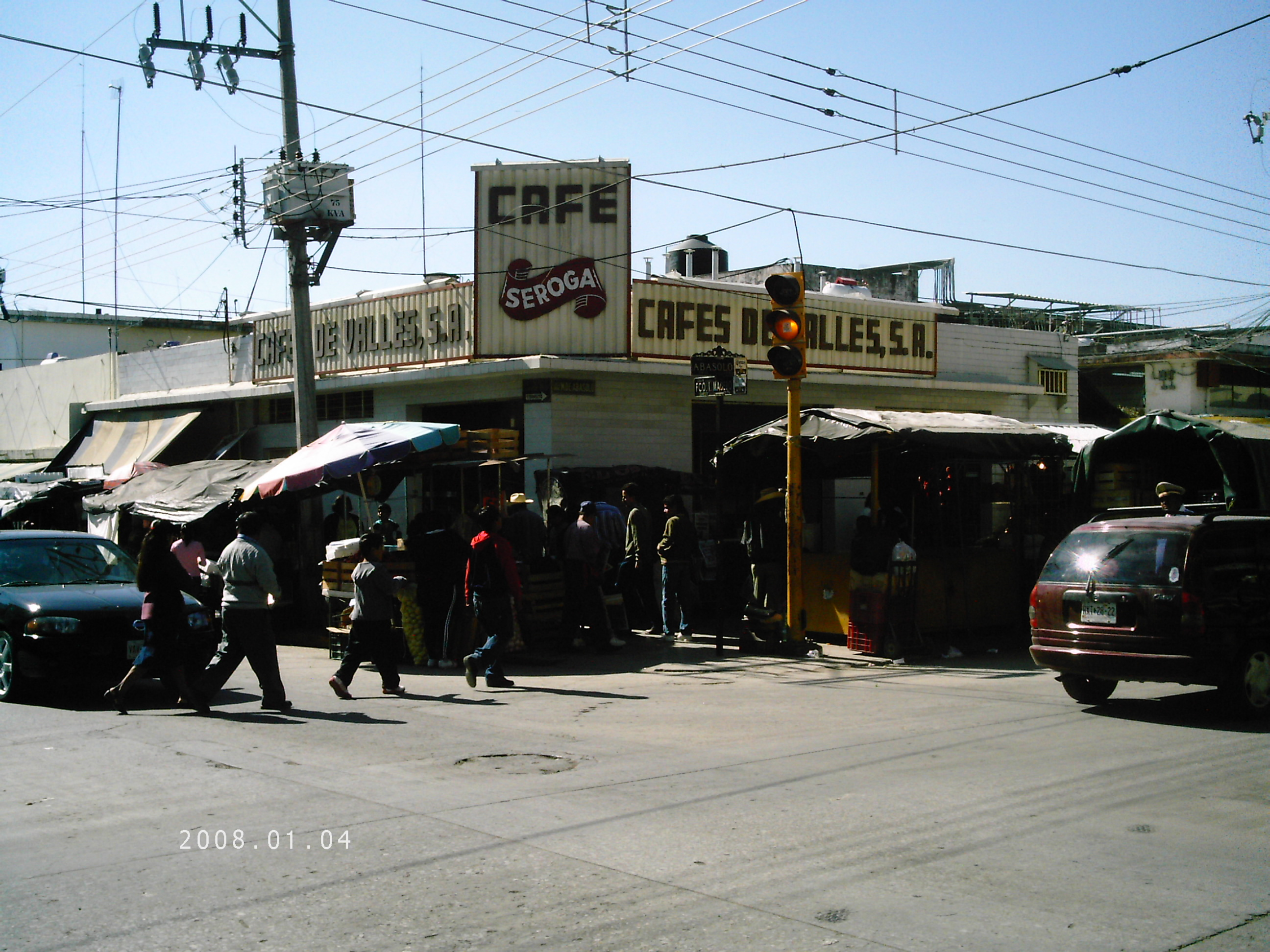
Café "Seroga" Esquina Calles Abasolo y Fco. I. Madero

El pueblo está en el área habitada originariamente por el pueblo huasteco, también llamado Huaxteca o Teenek. Fundada en el siglo XVI por el conquistador Nuño de Guzmán el 25 de julio de 1533 con el nombre de "Villa de Santiago de Los Valles de Oxitipa" (cerca de Aquismón, S.L.P. y el Tanute, S.L.P., pero tuvieron que cambiar la sede al actual lugar, debido a un incendio provocado por la Guerra Chichimeca, desatada primero contra los Aztecas que tenían en poder regiones Huaxteca y luego contra los colonizadores españoles). La fundación de este lugar se llevó a cabo con 25 vecinos y el primer encomendero al que encargó el gobierno del mismo fue Francisco Barrón.
Desde el siglo XIX ha sido más utilizado el nombre abreviado, convirtiéndose finalmente en el nombre oficial Ciudad Valles.
El nombre indígena de la actual Ciudad Valles, era "Tamtokow bichou" que en lengua Teenek significa "Pueblo del lugar de nubes"; los españoles y mestizos (ladinos) solían escribir "Tantocob" como referencia al nombre original.
La historia de Valles en los siglos XVI y XVII es propiamente la relación de los alcaldes de esta Villa. El primer alcalde lo fue Juan de Trejo Meraz entre los años de 1578 a 1581, siendo por entonces cuándo la Alcaldía Mayor de Santiago de los Valles alcanzó su mayor extensión.
Durante el siglo XIX y principios del XX fue escenario de escaramuzas de relevancia secundaria durante las numerosas guerras civiles que asolaron al país. Por decreto se le asignó el rango de ciudad, por ser cabecera jurisdiccional en el siglo XIX.
Con escasa importancia económica y demográfica durante siglos, siendo principalmente un sitio de paso entre la ciudad capital minera de San Luis Potosí y el puerto de Tampico. El crecimiento de la población sucedió primordialmente a raíz de la instalación de ingenios azucareros en la región, a mediados de los años 50 del siglo XX.
La Legislatura del Estado en su decreto n.º 60 del 5 de octubre de 1827, ordenó que todas las cabeceras de Departamento y Partido se denominarían Ciudades. Por ello desde esa fecha, la antigua Villa de los Valles, se convirtió en Ciudad Valles.
En 1920 llega al pueblo de Ciudad Valles la energía eléctrica los Ingenieros Rómulo Meraz y Ángel Oliva instalan una pequeña central eléctrica que apenas podía suministrar a pocos lugares de la ciudad produciendo alrededor de 8 kilovatios de potencia, posteriormente a esto formaron una sociedad con Sabas Flores y lograron hacer una instalación más fuerte que producía 50 kilovatios de fluido eléctrico, y varios años después el Ingeniero Mario Villa Salgado fundó la Central Hidroeléctrica del Río Micos S.A. llegando a cifras de 3000 kilovatios de potencia, convirtiéndose estos en los primeros distribuidores de energía eléctrica de Ciudad Valles.
El Escudo del pueblo de Ciudad Valles fue diseñado por la profesora Oralia Gutiérrez Barrios, fundadora del Museo Regional Huasteco con sede en Ciudad Valles, que alberga una de las tres colecciones de objetos prehispánicos más importantes del mundo en manos de una sociedad civil.

## Geografía

### Situación geográfica
El municipio de Ciudad Valles está situado entre los 21O58'55" de latitud Norte, y los 99O00'35" de longitud Oeste. La extensión territorial del municipio de Ciudad Valles es de 2,305.25 km², que equivale a 4.0 % de la superficie del Estado. Ciudad Valles se encuentra a una altura media de 200 m sobre el nivel del mar.

### Población
Según datos publicados en el año 2010 por el Instituto Nacional de Estadística y Geografía (INEGI), Ciudad Valles registro a 167 713 habitantes en total, de los cuales aproximadamente 81 226 eran hombres y 86 487 eran mujeres; y contabilizando en este mismo año un total de 43 087 hogares en la ciudad.
El documento Perfil industrial de Ciudad Valles, hecho por la Secretaría de Desarrollo Económico tiene un estimado al año 2014 de 176 935 habitantes. Es la tercera ciudad más poblada del estado.

### Clima
En Ciudad Valles tiene un clima tropical de sabana de la clasificación de Köppen con una estación de lluvias y otra seca. Es caluroso y húmedo, en tiempos de primavera y verano existen temperaturas hasta llegar a los 47 °C. Comúnmente en esta temporada se presentan fuertes vientos y tormentas, que en ocasiones causan inundaciones del río Valles, en invierno se encuentran temperaturas mínimas de 12 a 16 °C con un frío húmedo, en varias ocasiones en invierno también se dan precipitaciones y niebla por el paso de frentes fríos.
| Parámetros climáticos promedio de Ciudad Valles, San Luis Potosí (1951-2010).                                   | Parámetros climáticos promedio de Ciudad Valles, San Luis Potosí (1951-2010). | Parámetros climáticos promedio de Ciudad Valles, San Luis Potosí (1951-2010). | Parámetros climáticos promedio de Ciudad Valles, San Luis Potosí (1951-2010). | Parámetros climáticos promedio de Ciudad Valles, San Luis Potosí (1951-2010). | Parámetros climáticos promedio de Ciudad Valles, San Luis Potosí (1951-2010). | Parámetros climáticos promedio de Ciudad Valles, San Luis Potosí (1951-2010). | Parámetros climáticos promedio de Ciudad Valles, San Luis Potosí (1951-2010). | Parámetros climáticos promedio de Ciudad Valles, San Luis Potosí (1951-2010). | Parámetros climáticos promedio de Ciudad Valles, San Luis Potosí (1951-2010). | Parámetros climáticos promedio de Ciudad Valles, San Luis Potosí (1951-2010). | Parámetros climáticos promedio de Ciudad Valles, San Luis Potosí (1951-2010). | Parámetros climáticos promedio de Ciudad Valles, San Luis Potosí (1951-2010). | Parámetros climáticos promedio de Ciudad Valles, San Luis Potosí (1951-2010). |
| Mes | Ene.                                                                          | Feb.                                                                          | Mar.                                                                          | Abr.                                                                          | May.                                                                          | Jun.                                                                          | Jul.                                                                          | Ago.                                                                          | Sep.                                                                          | Oct.                                                                          | Nov.                                                                          | Dic.                                                                          | Anual                                                                         |
| --- | ----------------------------------------------------------------------------- | ----------------------------------------------------------------------------- | ----------------------------------------------------------------------------- | ----------------------------------------------------------------------------- | ----------------------------------------------------------------------------- | ----------------------------------------------------------------------------- | ----------------------------------------------------------------------------- | ----------------------------------------------------------------------------- | ----------------------------------------------------------------------------- | ----------------------------------------------------------------------------- | ----------------------------------------------------------------------------- | ----------------------------------------------------------------------------- | ----------------------------------------------------------------------------- |
| Temp. máx. abs. (°C)                                                                                            | 38.5                                                                          | 40.0                                                                          | 45.0                                                                          | 47.0                                                                          | 46.0                                                                          | 44.5                                                                          | 42.0                                                                          | 41.0                                                                          | 43.0                                                                          | 42.0                                                                          | 38.5                                                                          | 37.5                                                                          | 47.0                                                                          |
| Temp. máx. media (°C)                                                                                           | 25.1                                                                          | 27.5                                                                          | 30.9                                                                          | 33.6                                                                          | 35.6                                                                          | 35.5                                                                          | 33.6                                                                          | 34.3                                                                          | 32.7                                                                          | 30.8                                                                          | 28.1                                                                          | 25.6                                                                          | 31.1                                                                          |
| Temp. media (°C)                                                                                                | 18.8                                                                          | 20.6                                                                          | 23.8                                                                          | 26.5                                                                          | 29.0                                                                          | 29.3                                                                          | 28.1                                                                          | 28.4                                                                          | 27.2                                                                          | 24.9                                                                          | 22.0                                                                          | 19.2                                                                          | 24.8                                                                          |
| Temp. mín. media (°C)                                                                                           | 12.6                                                                          | 13.6                                                                          | 16.7                                                                          | 19.4                                                                          | 22.4                                                                          | 23.2                                                                          | 22.5                                                                          | 22.4                                                                          | 21.7                                                                          | 19.0                                                                          | 15.9                                                                          | 12.9                                                                          | 18.5                                                                          |
| Temp. mín. abs. (°C)                                                                                            | 2.0                                                                           | 2.5                                                                           | 2.5                                                                           | 10.5                                                                          | 14.5                                                                          | 19.0                                                                          | 19.0                                                                          | 19.0                                                                          | 12.0                                                                          | 9.0                                                                           | 3.5                                                                           | -1.5                                                                          | -1.5                                                                          |
| Precipitación total (mm)                                                                                        | 22.4                                                                          | 19.5                                                                          | 35.3                                                                          | 41.4                                                                          | 85.8                                                                          | 175.6                                                                         | 250.1                                                                         | 169.4                                                                         | 237.6                                                                         | 117.2                                                                         | 40.1                                                                          | 23.2                                                                          | 1217.6                                                                        |
| Días de precipitaciones (≥ 0.1 mm)                                                                              | 6.9                                                                           | 6.0                                                                           | 5.5                                                                           | 5.6                                                                           | 6.4                                                                           | 10.2                                                                          | 12.8                                                                          | 10.7                                                                          | 13.4                                                                          | 9.9                                                                           | 6.4                                                                           | 5.7                                                                           | 99.5                                                                          |
| Fuente: Servicio Meteorológico Nacional. ESTACION: 00024012 CIUDAD VALLES Actualizado el 25 de octubre de 2020. |                                                                               |                                                                               |                                                                               |                                                                               |                                                                               |                                                                               |                                                                               |                                                                               |                                                                               |                                                                               |                                                                               |                                                                               |                                                                               |

## Infraestructura

### Principales vialidades
En la zona urbana, se encuentran las diferentes avenidas y bulevares principales:
- Bulevar México-Laredo
- Bulevar Lázaro Cárdenas
- Av. Universidad
- Av. Ejército Mexicano (antiguo Libramiento)
- Av. Pedro Antonio de los Santos
- Av. México
- Av. Fray Andrés de Olmos
- Av. Vicente C. Salazar
- Av. Hidalgo
- Av. Secundaria
- Anillo Periférico Sur
- Bulevar Valles-Tampico

## Educación

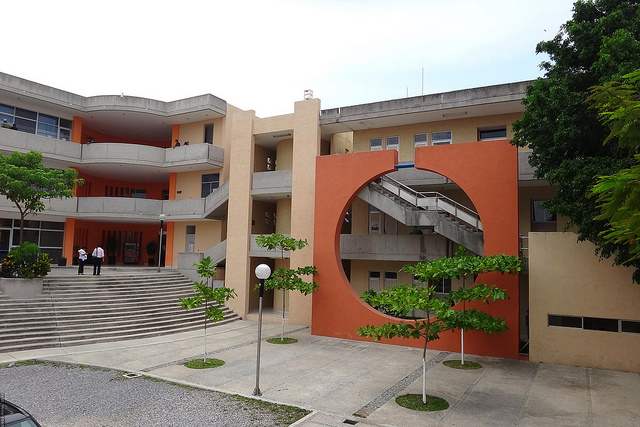
Edificio de Bioquímica y Química Clínica de la Facultad de Estudios Zona Huasteca

### Educación Superior
Cuenta con instituciones públicas como la Facultad de Estudios Profesionales Zona Huasteca - UASLP, el Instituto Tecnológico de Ciudad Valles Campus Ciudad Valles, la Universidad Intercultural de San Luis Potosí Campus Ciudad Valles, la Escuela Normal de Estudios Superiores del Magisterio Potosino.
Instituciones privadas como el Instituto de Ciencias y Estudios Superiores de San Luis Potosí Campus Valles.

### Educación media superior
Entre las instituciones que proporcionan servicios de educación media superior, se encuentra el Colegio de Bachilleres del Estado de San Luis Potosí Plantel 06 y Plantel 24, Colegio Motolinía, Colegio Nacional de Educación Profesional Técnica N°44 (CONALEP), Preparatoria Valles, Centro de Bachillerato Tecnológico Industrial y de Servicios N°46 (CBTIS 46) y El Centro de Estudios Tecnológicos en Aguas Continentales n.º 04 (CETAC 04).

## Economía
La ciudad es de las que más ingresos brutos tiene anualmente, tan solo por detrás de la Capital Potosina y Soledad de Graciano Sánchez en el año 2013 produjo 472,375 miles de pesos para el estado que produjo en total 7,343,777 miles de pesos.

### Agricultura

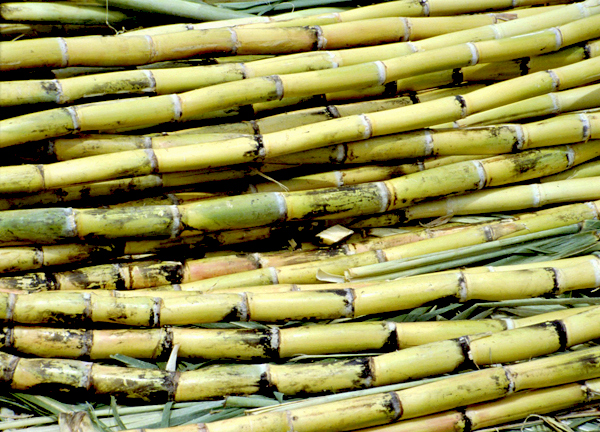
La caña de azúcar es el principal producto de la región

Las tierras laborables del municipio se dedican principalmente a la producción de caña de azúcar. Se tiene una producción frutícola de limón, mango y naranja. También se cultiva, café cereza, fríjol, maíz grano, nopal y sábila en pequeñas proporciones. La ciudad cuenta con 41,707 hectáreas de superficie sembrada del cual se cosechan 36,875 hectáreas y en el estado se cuentan con 645,017 hectáreas del cual se cosechan 450,307 hectáreas.

### Ganadería
En el municipio se explota la apicultura y la avicultura; el ganado bovino y porcino.

### Minería
En el municipio de Ciudad Valles existen yacimientos de cantera, caolín, lajas, topacio y zeolita.

### Pesca
Se beneficia de la captura de bagre, carpa y tilapia.

### Mercados públicos
- Gonzalo N. Santos
- Constitución
- Valles 85
- San Juan

Parques
En noviembre de 2017 se inauguró el Parque Tantocob, un espacio de más de 30 hectáreas con malecón junto al río, senderos para caminar y espacios infantiles y para practicar deporte.

## Religión

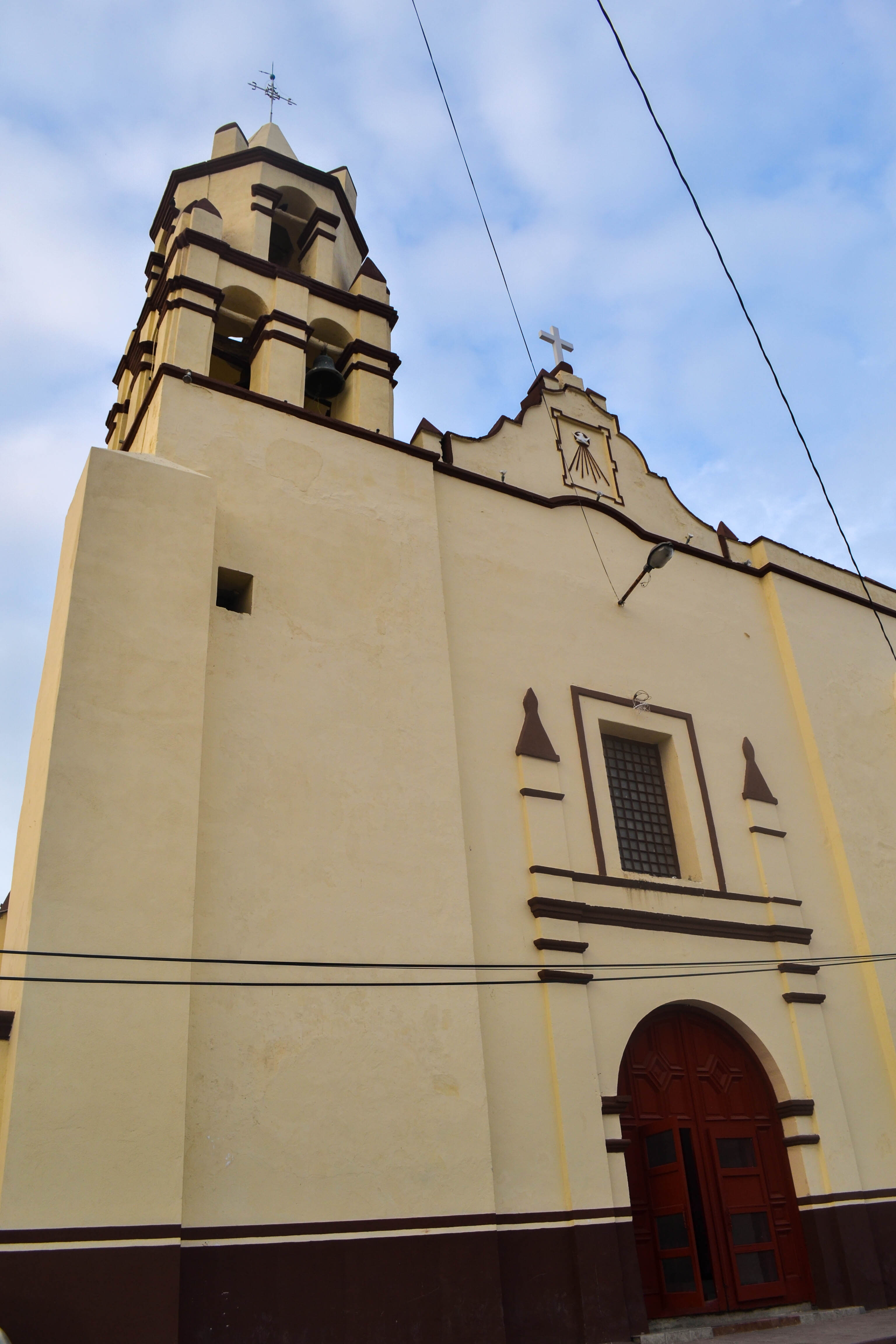
Parroquia de Santiago de los Valles, edificación más antigua de la ciudad

Las religiones predominantes en el municipio se agrupan de la siguiente manera:
| Religión                                 | Porcentaje |
| ---------------------------------------- | ---------- |
| Católica                                 | 84.5 %     |
| Pentecostales, evangélicas, "cristianas" | 6.2 %      |
| Musulmanes                               | 0.0002 %   |
| Ortodoxa Católica                        | 0.0005 %   |
| Sin religión                             | 9.3 %      |

## Patrimonio
Al noreste de la ciudad, se encuentra el Área Natural Protegida con categoría de Reserva de la Biósfera "Sierra del Abra Tanchipa", donde el suelo calizo de la sierra ha permitido la creación de grutas y sótanos, como la gruta del ejido Los Sabinos.
Las cascadas de Micos reciben su nombre por la creencia de que en la antigüedad existían monos araña. Actualmente se sabe que los habitantes confundieron a esta especie con martuchas, que físicamente tienen cierto parecido al mono araña. Es un conjunto de siete cascadas escalonadas y de diferentes longitudes que van desde los 20 m a los 2 m. El sitio es muy versátil ya que permite la práctica de actividades como el kayak de agua turbulenta, salto de cascada y balsismo.

A las afueras de la Ciudad hacia el sur, existe el parque acuático llamado - El Coy - este sitio es muy concurrido por habitantes de la misma región y por turistas, el parque cuenta con varias áreas acuáticas, como albercas, toboganes, restaurante, el lugar cuenta con un Hotel y con Instalación deportiva.

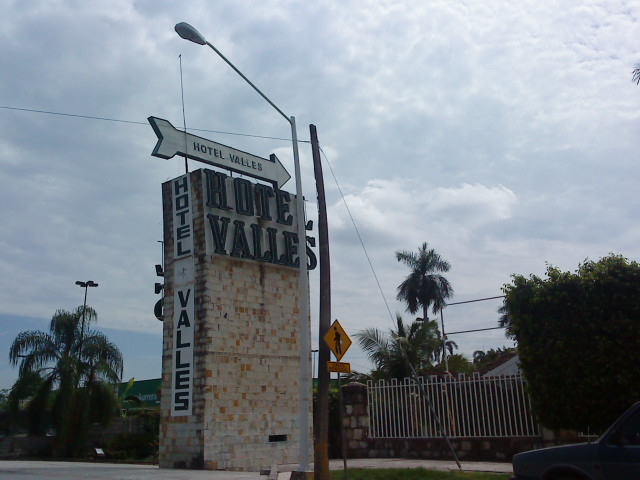
Hotel Valles, uno de los hoteles en la ciudad

Ciudad Valles es conocida regionalmente como la Puerta de Entrada o Puerta Grande a la Huasteca Potosina, debido a que es la ciudad con mayor número de Servicios Turísticos, tales como hospedaje, alimentación, entretenimiento y recreación. Partiendo de la ciudad se llega a un gran número de sitios atractivos de la región Huasteca. Así mismo realiza año con año ediciones de la Feria Nacional de la Huasteca Potosina (FENAHUAP) a donde puede asistir toda la familia a divertirse con juegos mecánicos, escuchar cantantes de renombre nacional e internacional, disfrutar de exposiciones ganaderas e industriales y degustar platillos de la región, así como del palenque de gallos. Anteriormente Ciudad Valles no se consideraba como "Huasteca" hasta que en 1989, se encontraron vestigios de la cultura huasteca dentro de esta zona.

## Medios de comunicación

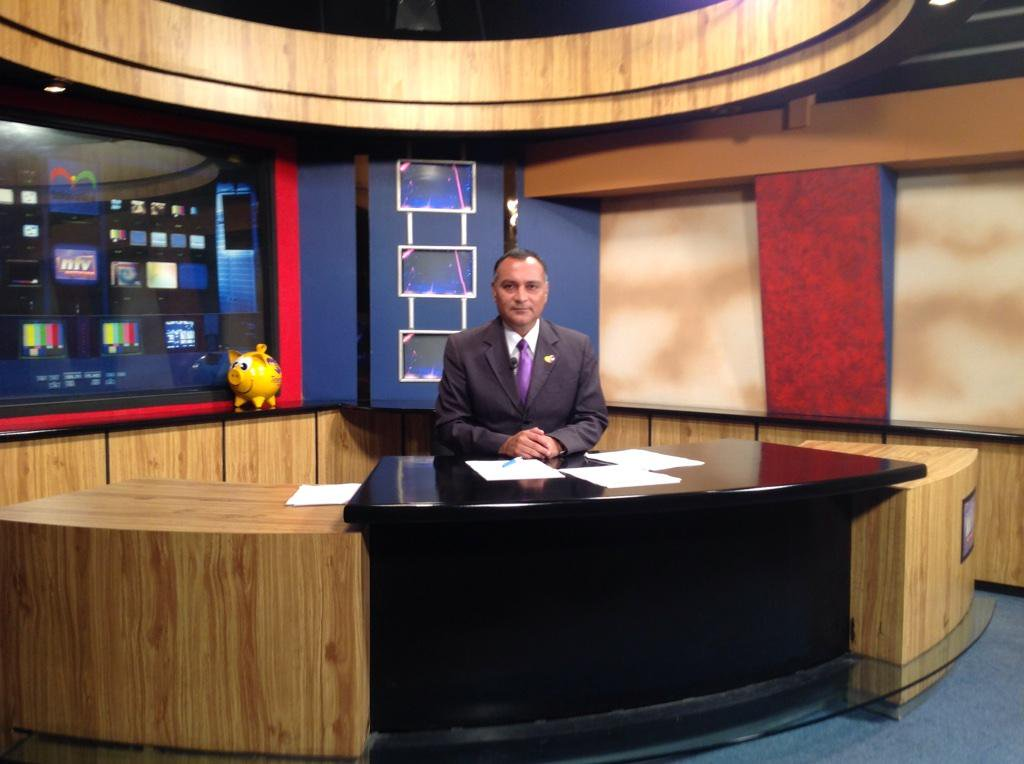
Foro de NTV Noticias del Canal 8 (XHVSL) de Televalles

En el capítulo de comunicaciones, este municipio presenta el siguiente panorama:

### Radio
Existen 5 radiodifusoras locales y además se escuchan otras con cobertura regional y nacional por las noches. Las estaciones locales, que emiten en AM son:
- XETR-1120 Radio Panorámica.

Así también operan estas mismas en FM:
- XHCV 98.1 La Gran Compañía.
- XHETR 99.7 Voz 99.7
- XHXR 100.5 Radio Mensajera.
- XHIR 103.7 Stereo Bit
- 102.9 Buenavista Radio.

Además hay 13 estaciones de radioaficionados en el municipio.

### Televisión
| Nombre del canal | Indicativo del canal | Numero canal | Perfil de programación           | Televisora perteneciente | Notas adicionales                                      |
| Azteca Uno       | XHKD-TDT             | 1.1          | Noticias, Telenovelas y Deportes | TV Azteca                | Este canal es de la multiprogramacion de Azteca 7      |
| Las Estrellas    | XHCDV-TDT            | 2.1          | Telenovelas, Noticias, Deportes  | Televisa                 |                                                        |
| Foro             | XHCDV-TDT            | 2.2          | Noticias, y Deportes             | Televisa                 | Este canal es de la multiprogramacion de Las Estrellas |
| Canal 5          | XHVST-TDT            | 5.1          | Caricaturas, Series y Películas  | Televisa                 |                                                        |
| Azteca 7         | XHKD                 | 7.1          | Series; Películas; Deportes      | TV Azteca                |                                                        |

### Estaciones de televisión extintas
| Nombre del canal | Indicativo del canal | Canal Virtual | Perfil de programación | Potencia(kW) | Concesionario        | Tipo de Estación | Operado por   | Inicio de transmisiones | Cese de transmisiones    | Causa de su cierre                                               |
| Televalles       | XHVSL-TDT            | 8.1           | Familiar y Noticioso   | 13.5 kW      | TV Ocho S.A. de C.V. | Comercial        | Familia Esper | 3 de febrero de 1993    | 10 de diciembre del 2022 | Insolvencia económica y venta del predio a Cadena Comercial Oxxo |

### Prensa
Circulan los periódicos locales "El Mañana de Valles" y los periódicos de la capital potosina "Pulso Diario de San Luis", "El Sol de San Luis" y "El Heraldo de San Luis Potosí", además de los medios de comunicación electrónicos El Ecuánime, Región Valles, y revistas de diversa índole, como Emsavalles.
- Correos: el municipio cuenta con una administración, 8 agencias de correos y 3 expendios en instituciones públicas.
- Telégrafos: el servicio de telégrafos que se proporciona en el municipio es para telegramas, giros, fax y cuenta con una administración.
- Teléfonos: el municipio cuenta con este servicio, además tiene el servicio de telefonía rural en las localidades más lejanas, la infraestructura es de 5507 líneas con 10.476 aparatos telefónicos.

## Gobierno
Cabecera municipal

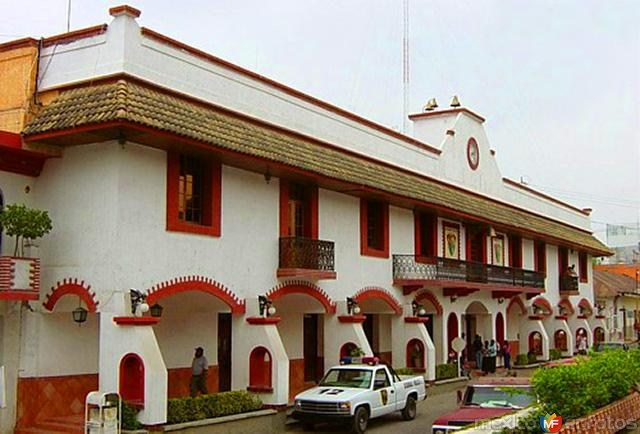
Presidencia municipal

Ciudad Valles también conocida como la "Puerta Grande de la Huasteca Potosina", es la tercera población en importancia del estado de San Luis Potosí y es donde se encuentra la mayor oferta hotelera y restaurantera de la Huasteca Potosina en lo que respecta a Turismo; así como escuelas (16 preparatorias, 5 Escuelas Técnicas y 4 Facultades) y además cuenta con hospitales.
La actividad económica está ligada al campo y al comercio (52 centavos de cada peso que circula en Valles proviene de la industria azucarera). Tiene una distancia aproximada de 268 kilómetros por la carretera libre y por la de cuota 302 kilómetros hacia la capital del estado.
Rascón
Delegación localizada al poniente de la cabecera municipal aproximadamente a 30 km de distancia. Su actividad preponderante es la agricultura (cultivo de caña de azúcar) y la ganadería. Su población aproximada es de 2,494 habitantes. Su principal cultivo es la caña de azúcar y la ganadería.
Laguna del Mante
Su principal actividad es agropecuaria, siendo los principales cultivos la caña de azúcar, limones y mangos, también se dedican piscicultura (siembra de Tilapia) y a la ganadería. Se encuentra al norte a sólo 15 km de la cabecera municipal y su número de habitantes es de 1,943 aproximadamente.
El Abra-San Felipe
Se localiza al oriente a una distancia aproximada 10 km de la cabecera municipal y su población es de 689 habitantes. Cuenta con la fábrica de Cementos Mexicanos la que explota la Sierra de Tanchipa donde también se extrae graba, piedra de corte y también se dedican a la agricultura (cultivo de caña principalmente) y a la ganadería.

## Oficinas y Departamentos del Ayuntamiento
El H. Ayuntamiento de Ciudad Valles está integrado por 86 direcciones, coordinaciones y jefaturas de departamento agrupados a través de las oficinas Tesorería, Oficialía Mayor, Obras Públicas, Oficina de Presidencia, Coordinación de Desarrollo Social, Secretaría del Ayuntamiento y las Secretarías de Gestión Pública, Desarrollo Económico y Técnica. El servicio de agua potable es administrado mediante un organismo descentralizado llamado Dirección de Agua Potable, Alcantarillado y Saneamiento con una Junta de Gobierno y un consejo ciudadano.
La Tesorería concentra las direcciones relacionadas con algunos servicios municipales que son sujetos de recaudación como espectáculos públicos, comercio, ecología, panteones, mercados y rastro municipal. La Secretaría de Gestión Pública y Participación Ciudadana atiende a los grupos vulnerables como niñas, niños, adolescentes, jóvenes, adultos mayores, mujeres y personas de la diversidad sexual.
- Dirección de Bibliotecas Públicas
- Dirección de Comercio
- Dirección de Desarrollo Económico
- Dirección Jurídica
- Dirección de Mercados
- Catastro
- Dirección de Obras Públicas
- Dirección de Igualdad y Diversidad Social
- Dirección de Panteones
- Dirección de Registro Civil No. 2
- Relaciones Públicas
- Unidad de Enlace con Relaciones Exteriores
- Dirección de Tesorería
- Unidad de Transparencia
- Espectáculos Públicos
- Dirección Municipal De Protección Civil
- Dirección De Agua Potable y Alcantarillado
- Dirección de Cultura y Eventos
- Instituto municipal De La Vivienda
- Instancia Municipal de la Mujer
- Dirección de Atención a la Juventud

## Ciudad Valles y la Huasteca Potosina

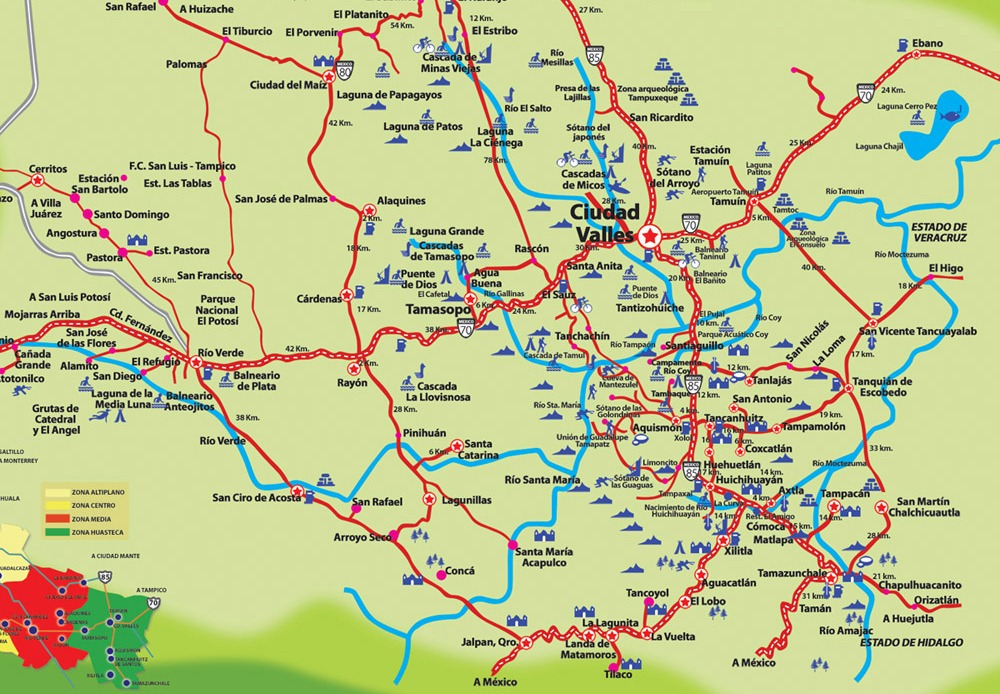
Mapa turístico de la Huasteca Potosina

La Huasteca Potosina está conformada por 20 municipios, es una región de tierras cálidas y bajas que se extiende frente a la costa del Golfo de México, con una suave inclinación hacia el oriente por lo que abarca algunas porciones de la Sierra Madre Oriental, su nombre se deriva de los huastecos, habitantes de la zona en la época prehispánica. Tiene diversos sitios de gran atractivo, lugares de exuberante vegetación, intensa humedad que favorece la existencia de numerosos paisajes naturales tales como ríos, lagunas, cascadas, manantiales, sótanos, grutas, etc.

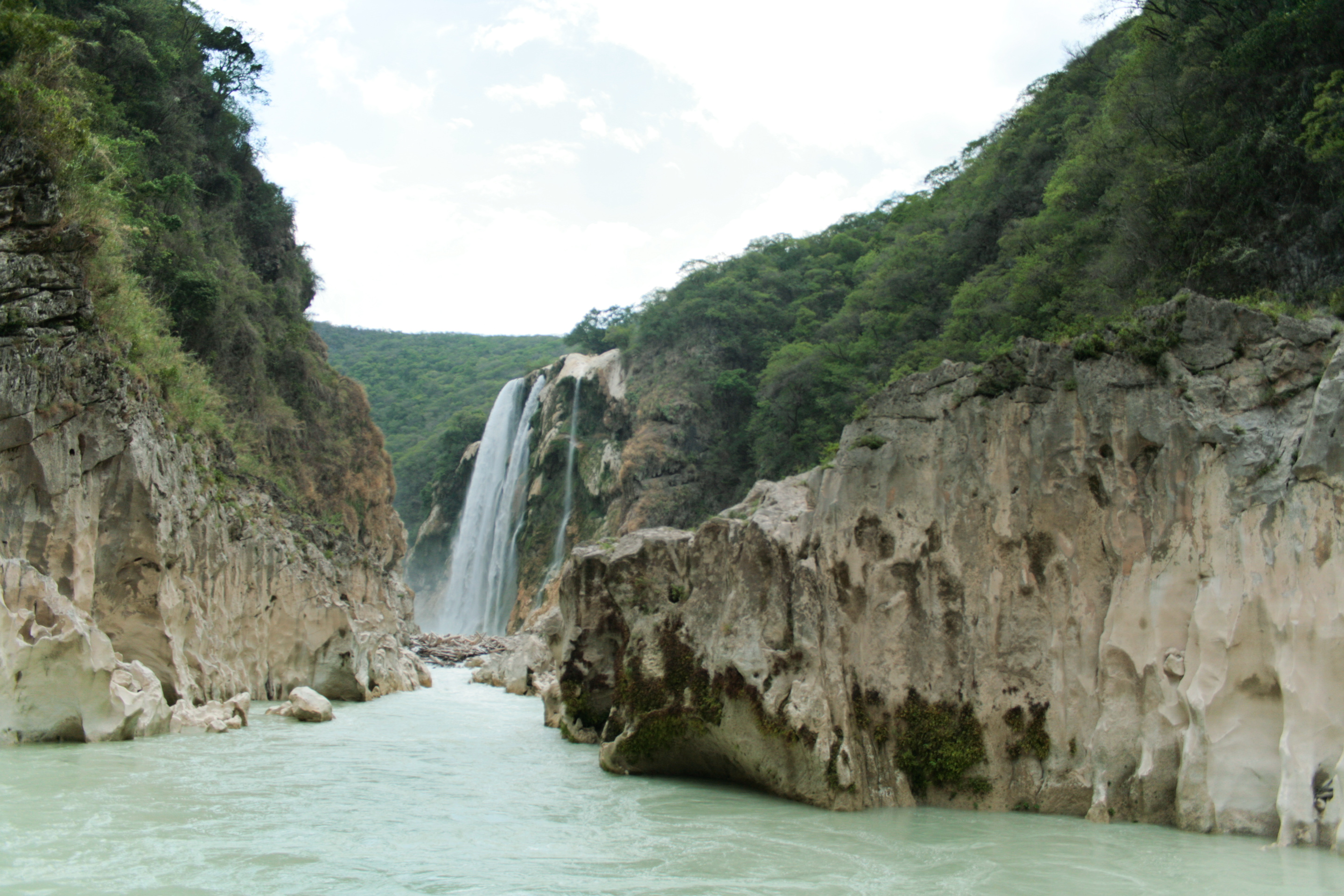
Cascada de Tamul, localizada cerca de Ciudad Valles

La gran diversidad cultural de la Huasteca Potosina se conserva hasta la actualidad, conformada por importantes grupos de más de 250 000 habitantes que hablan náhuatl, tének y pame. Los principales sitios de interés en la Huasteca Potosina son la Cascada de Tamul, el Puente de Dios, Las Pozas y el Sótano de las Golondrinas.
Aunque también destacan otros como Cascada de Minas Viejas, Cascada El Salto, Cascadas de Tamasopo, Cascadas de Micos y Tamtoc, siendo este último el sitio arqueológico más importante y reconocido de la región.